# Bucorvus abyssinicus
Il bucorvo abissino o bucorvo settentrionale (Bucorvus abyssinicus (Boddaert, 1783)) è un uccello della famiglia Bucorvidae, diffuso nell'Africa subsahariana settentrionale, e una delle due specie di bucorvo. È la seconda specie più grande di bucero africano, superata solo dal bucero cafro, leggermente più grande.

## Tassonomia
Il bucorvo abissino venne descritto dal poliedrico francese Georges-Louis Leclerc, Conte di Buffon nel 1780 nella sua Histoire Naturelle des Oiseaux. L'uccello è stato anche illustrato in una lastra colorata a mano incisa da François-Nicolas Martinet nelle Planches Enluminées D'Histoire Naturelle che è stata prodotta sotto la supervisione di Edme-Louis Daubenton per accompagnare il testo di Buffon. Né la didascalia della tavola né la descrizione di Buffon includevano un nome scientifico ma nel 1783 il naturalista olandese Pieter Boddaert coniò il nome binomiale Buceros abyssinicus nel suo catalogo della Planches Enluminées. La località tipo è l'Etiopia. Il nome generico e quello comune, Bucorvus, derivano dal nome del genere Buceros introdotto da Carlo Linneo nel 1758 per i buceri asiatici, unito a corvus la parola latina per "corvo".
Il bucorvo abissino è collocato nel genere Bucorvus introdotto, originariamente come sottogenere, dal naturalista francese René Lesson, nel 1830, insieme al bucorvo cafro (Bucorvus leadbeateri). La specie è monotipica, pertanto non è divisa in sottospecie.

## Descrizione

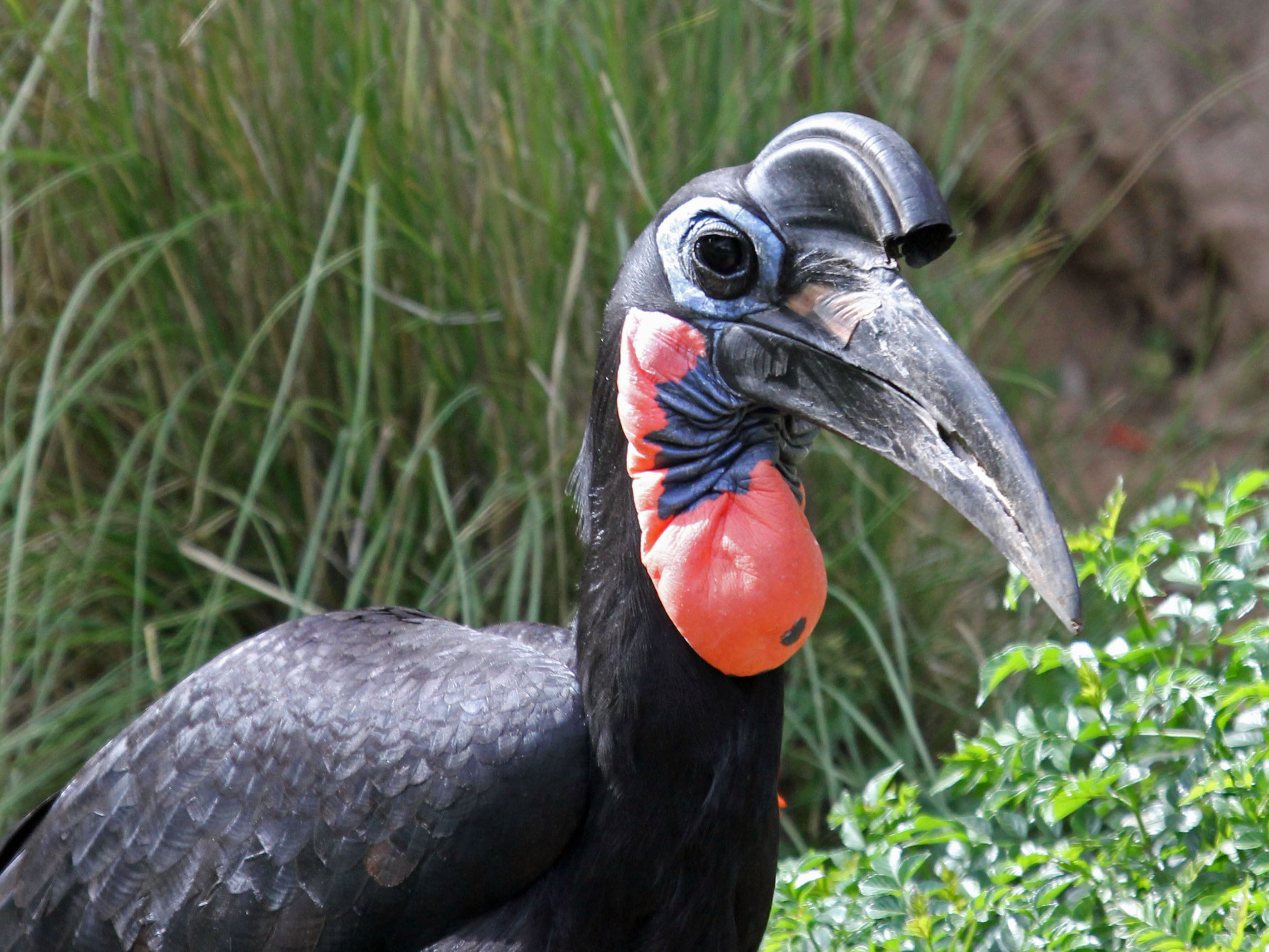
Maschio di bucorvo abissino, allo zoo di San Diego

Il bucorvo abissino è un grande bucero terrestre dal piumaggio primariamente nero, con penne primarie bianche visibili solo quando in volo. I maschi adulti presentano una macchia di pelle nuda blu intorno agli occhi, mentre la sacca golare gonfiabile è primariamente rossa con una grossa macchia blu sulla gola. Il becco è lungo e nero ad eccezione di una macchia rossastra alla base della mandibola. Sulla sommità del becco è presente un casco nero, distintivo dei buceri. La femmina è molto simile al maschio ma più piccola, e presenta una sacca golare completamente blu scuro. I giovani hanno un piumaggio marrone fuligginoso scuro, un becco più piccolo e un casco sottosviluppato. Man mano che il giovane matura, impiegando in genere 3 anni, sviluppa gradualmente il piumaggio, il colore della sacca golare e il casco degli adulti. Sono uccelli grandi e pesanti, con una lunghezza totale compresa tra i 90 e i 110 centimetri.
Il bucorvo abissino presenta lunghe piume somiglianti a ciglia che circondano gli occhi. Queste proteggono gli occhi dalle lesioni e dalla polvere.
Secondo quanto riferito, il bucorvo abissino raggiunge altezza media di 90-100 centimetri, una lunghezza di circa 110 centimetri, per un peso di circa 4 kg. Per Stevenson e Fanshawe, l'abissino è in media la specie più grande di bucorvo, sorpassando il bucorvo cafro, con i suoi 102 centimetri. Tuttavia, i pesi pubblicati e le misurazioni standard indicano il contrario rendendo il bucorvo cafro la specie più grande del genere Bucorvus.

### Voce
I versi più frequenti di questi uccelli sono un profondo e rimbombante uh-uh, uh-uh-uh, suono che può viaggiare per lunghe distanze e viene normalmente prodotto all'alba da un trespolo o da terra. Il maschio e la femmina cantano spesso all'unisono.

## Distribuzione e habitat

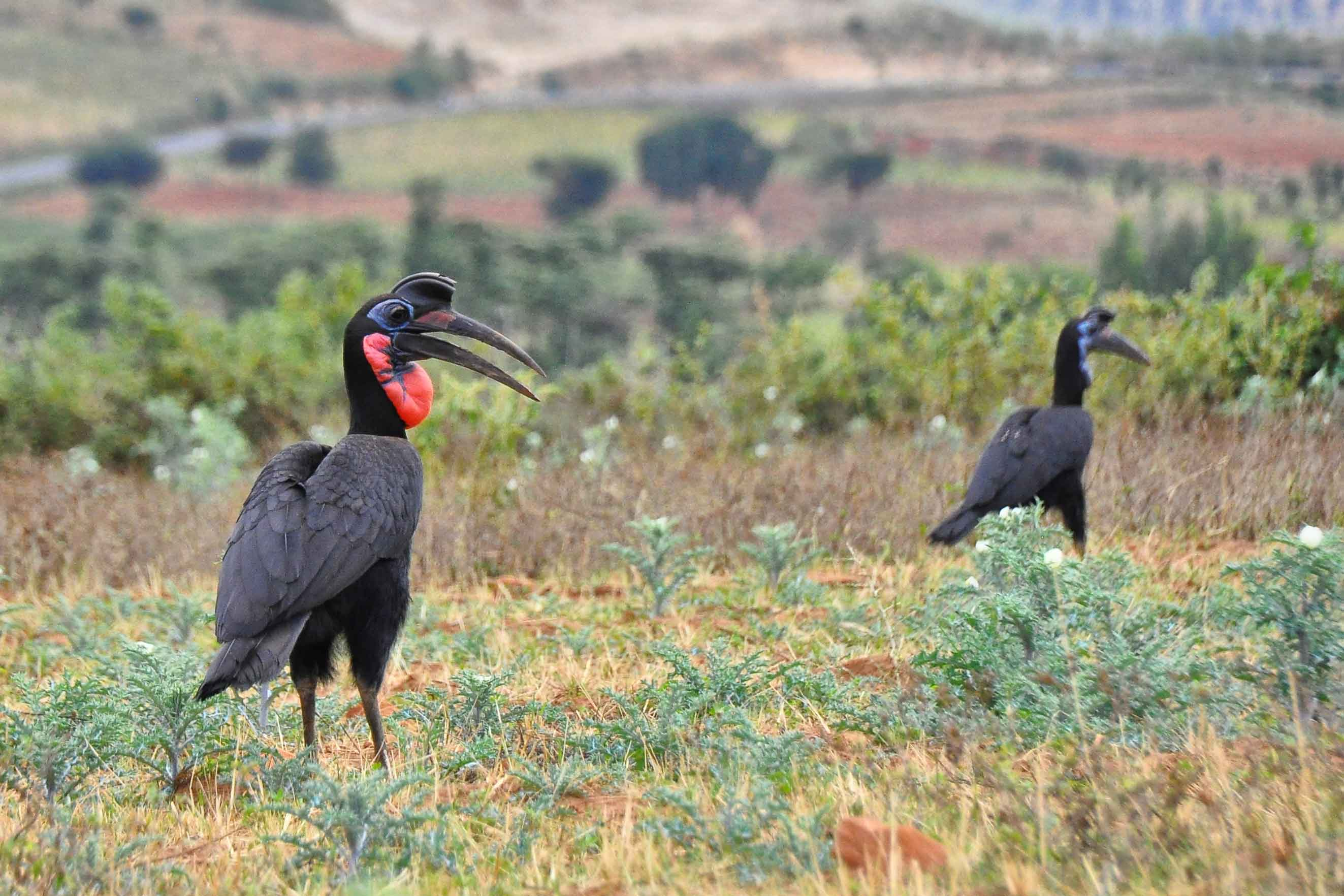
Una coppia di bucorvi abissini, in Etiopia

Il bucorvo abissino vive nella fascia di Africa subsahariana, subito a sud del Sahara, che va dagli altopiani etiopi alle coste atlantiche del Senegal, Gambia, Guinea-Bissau e Guinea. Tale fascia copre anche il Mali meridionale, il nord della Sierra Leone, della Costa d'Avorio e del Ghana; il centro-sud del Burkina Faso, il Togo nord-orientale, il Benin e il Camerun settentrionali e l'estremo sud del Niger. Più a est l'areale copre il Ciad meridionale, la Repubblica Centrafricana centrale, il Sudan del Sud centro-meridionale, l'estremo nord del Congo e gran parte dell'Uganda centro-settentrionale. Il limite orientale dell'areale comprende il Kenya nord-occidentale, gran parte degli altopiani dell'Etiopia e dell'Eritrea e in piccola parte il nord della Somalia.
Questa specie abita area aperte come le savane, zone cespugliose semidesertiche e zone rocciose; preferendo aree con vegetazione bassa che gli permettano di vedere le proprie prede. Il bucorvo abissino normalmente si ritrova in zone più secche rispetto a quello dove vive il bucorvo cafro. La specie tollera anche aree disturbate da attività antropiche, ma necessita di grandi alberi per la nidificazione.
Alcuni bucorvi abissini sono fuggiti o sono stati deliberatamente liberati in Florida, negli Stati Uniti, ma non ci sono prove che la popolazione si stia riproducendo e potrebbe persistere solo a causa di continui rilasci o fughe.

## Biologia
Il bucorvo abissino vive in praterie aperte, in coppia o in piccoli gruppi familiari. Pattugliano il loro territorio durante le ore diurne al suolo e sono volatori riluttanti, di solito prendono il volo solo quando sono allarmati. In cattività possono vivere 35–40 anni. La loro dieta in natura consiste in un'ampia varietà di piccoli vertebrati e invertebrati, tra cui tartarughe, lucertole, serpenti, uccelli, ragni, scarafaggi e bruchi; possono nutrirsi anche di carogne, alcuni frutti, semi e arachidi. Un gruppo di bucorvi possono pattugliare un territorio di 5,2–259,0 km².

### Riproduzione
La stagione riproduttiva del bucorvo abissino varia all'interno del suo areale: le popolazioni dell'Africa occidentale si riproducono da giugno ad agosto, le popolazioni nigeriane e ugandesi si riproducono a gennaio, mentre gli uccelli del Kenya si riproducono fino a novembre. Preferiscono nidificare su grandi alberi, come i baobab o monconi di palme; il nido è costruito in una cavità all'interno dell'albero. Possono nidificare anche in altre cavità, inclusi buchi nelle rocce e cavità artificiali, come tronchi o cesti di alveari. Nei bucorvi le femmine sono parzialmente sigillate all'interno della cavità utilizzando una miscela di fango e vegetazione. In altri buceri la femmina nidificante muta tutte le remiganti contemporaneamente, ma questo non è il caso nei bucorvi. Il maschio prepara il nido rivestendo la cavità con foglie secche prima che la femmina entri e deponga una covata di una o due uova in un periodo di circa cinque giorni. La femmina inizia a incubare non appena viene deposto il primo uovo in modo che il pulcino che si schiude per primo abbia un vantaggio nello sviluppo rispetto al fratello. L'incubazione di ogni uovo dura tra i 37 e i 41 giorni, durante questo periodo non c'è nessuno sforzo per mantenere pulita la cavità e il maschio è responsabile nel fornire cibo alla femmina in incubazione. Il peso del pulcino appena schiuso è di circa 70 grammi, e il primo schiuso cresce rapidamente a spese del secondo, che normalmente morirà di fame prima che raggiunga i quattro giorni di vita, momento in cui il fratello maggiore avrà già raggiunto i 350 grammi. Quando il pulcino sopravvissuto raggiunge i 21-33 giorni di vita, la madre lascia il nido e inizia ad aiutare il compagno a fornire il cibo al pulcino, che lascerà il nido dopo circa 80-90 giorni.
I bucorvi abissini investono molto nella loro prole e i giovani a tutti gli effetti rimarranno con i loro genitori per un massimo di 3 anni. Hanno un tasso di riproduzione lento e una media di un pulcino viene cresciuto fino all'età adulta ogni 9 anni, quindi l'investimento nell'allevamento della prole è eccezionalmente alto.

### Dieta
I bucorvi abissini sono predatori terrestri opportunisti, che spesso seguono le grandi mandrie di ungulati e gli incendi boschivi in modo da predare i piccoli animali disturbati dagli animali più grandi o dalle fiamme. Un singolo bucero può camminare fino a 11 km in un giorno, balzando addosso e divorando ogni piccolo animale che trova. Sono stati osservati anche mentre scavavano nel terreno alla ricerca di artropodi, e mentre attaccavano gli alveari per nutrirsi dei favi; si nutrono raramente di materie vegetali. Il lungo ed aguzzo becco viene utilizzato per afferrare ed uccidere la preda prima che venga consumata.

### Predatori e parassiti
I buceri abissini sono spesso predati da grandi carnivori, come i leopardi. La predazione umana come cibo è presente in alcuni paesi, tra cui il Camerun settentrionale e il Burkina Faso. I nidi possono inoltre essere predati da piccoli predatori terrestri.
Il bucorvo abissino è un ospite comune per i pidocchi Bucorvellus docophorus, Bucerophagus productus e Bucerophagus africanus; ospita anche il nematode Histiocephalus bucorvi e le tenie Chapmania unilateralis, Idiogenes bucorvi, Ophryocotyloides pinguis e Paruterina daouensis. Un individuo tenuto in cattività ma che era stato catturato in natura è morto per un'infezione del batterio Aeromonas hydrophila, un patogeno comune nei pesci ma non precedentemente registrato nei bucorvi abissini selvatici. In Nord America è noto che anche i bucorvi abissini in cattività muoiono a causa del virus del Nilo occidentale.

## Conservazione

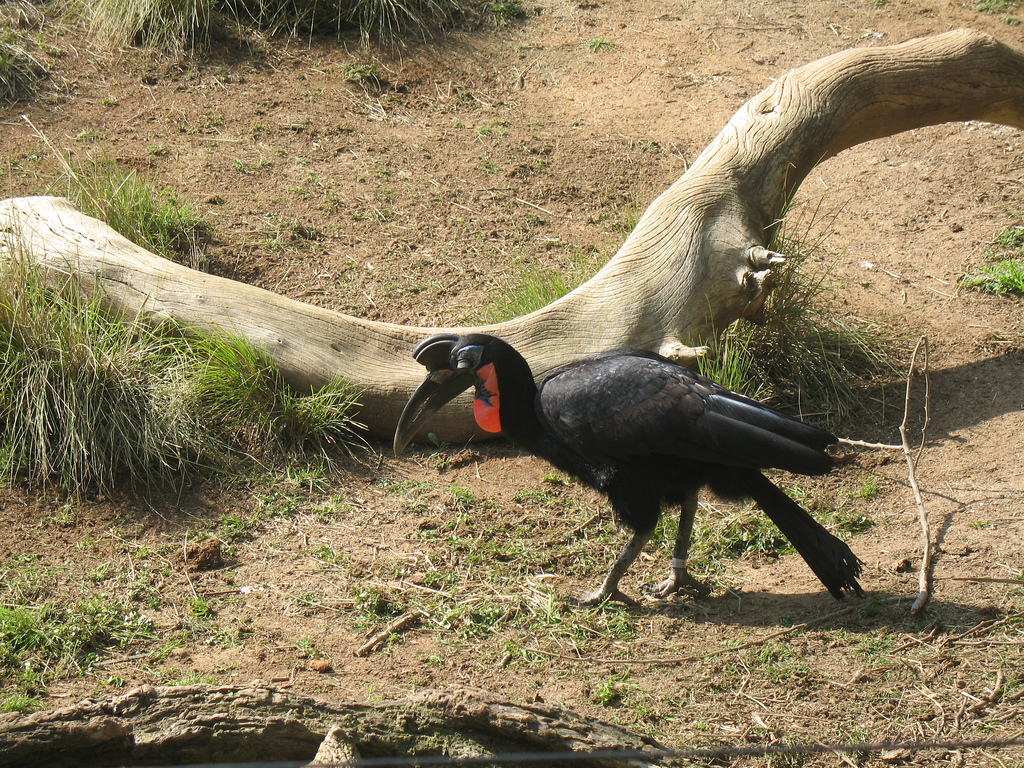
Maschio al San Diego Zoo Safari Park

Il bucorvo abissino è soggetto alla perdita e al degrado del suo habitat ed è una preda per i cacciatori, in modo simile al suo congenere, il bucorvo cafro, e, di conseguenza, si pensa che la popolazione possa aver iniziato un rapido declino. Come risultato di questo percepito declino, la IUCN ha riconosciuto alla specie lo status Vulnerabile.
I buceri abissini non sono una normale preda per i cacciatori commerciali, sebbene siano abbastanza comuni in cattività negli zoo, più del bucorvo cafro. In alcune aree la specie ha un significato culturale e i cacciatori possono legare la testa e il collo mozzati di questi uccelli attorno al collo nella convinzione che li aiuti a inseguire le loro prede, così come i bucorvi seguono le mandrie di ungulati selvatici. In alcuni villaggi il richiamo è spesso imitato e ci sono anche interi canti basati sui duetti maschili e femminili dei bucorvi abissini.